# Jack Cookerly
Jack Cookerly est un compositeur de musiques de séries télévisées.

## Filmographie
- 1959 : The Alphabet Conspiracy (TV)
- 1959 : Les Incorruptibles (The Untouchables) (série télévisée)
- 1960 : Courageous Cat and Minute Mouse (série télévisée)
- 1961 : Biography (série télévisée)
- 1961 : Monsieur Ed, le cheval qui parle (Mister Ed) (série télévisée)
- 1961 : Adèle (Hazel) (série télévisée)
- 1961 : The Hathaways (série télévisée)
- 1962 : Shoot Out at Big Sag
- 1987 : Omega Syndrome
- 1988 : Grotesque